# Cappella Reale (Palazzo Reale di Stoccolma)
La Cappella Reale del Palazzo Reale di Stoccolma (in svedese: Slottskyrkan) è un luogo di culto luterano ed cappella palatina, situata nel complesso del Palazzo Reale di Stoccolma, in Svezia. La cappella è ancora oggi utilizzata settimanalmente per la celebrazione della messa domenicale oltre ad essere a disposizione della famiglia reale per tutti gli eventi religiosi ad essa correlati.

## Storia

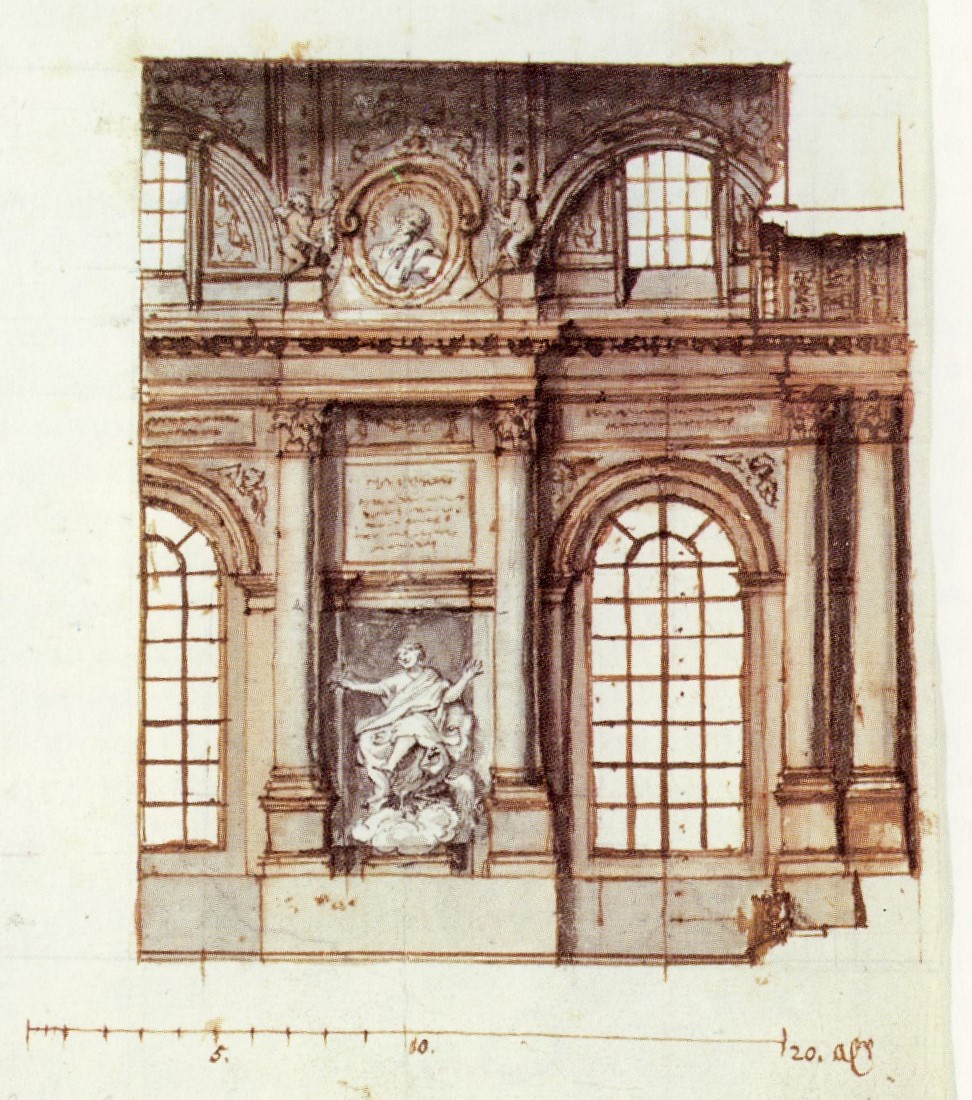
Schizzo per la realizzazione della nuova cappella del palazzo reale nel 1698

Nel vecchio castello di Tre Kronor, prima del rovinoso incendio che lo distrusse completamente nel 1697, era presente una cappella che però era posta nell'ala nord del complesso (di essa ad oggi si conservano alcune decorazioni e le panche).
L'architetto Tessin, incaricato della ricostruzione del palazzo, trovò però complesso continuare a mantenere la cappella nell'ala dove era precedentemente collocata in quanto gli spazi precedenti non si adattavano correttamente alle esigenze dello stile barocco con cui si era intenzionati a realizzare la nuova cappella.
La posizione in cui venne costruita la nuova cappella era significativa dalla sua origine, dal momento che essa è posta proprio nei pressi della Sala di Stato, la sala dove un tempo si riuniva il parlamento svedese e dove ancora oggi è collocato il trono di Svezia, simbolo del potere del sovrano sullo stato, in perfetta coppia con l'altare maggiore della cappella che rappresentava l'ideale sede del potere di Dio. L'opera, iniziata da Tessin, venne completata dopo la sua morte con alcune modifiche dall'architetto Carl Hårleman. La chiesa venne aperta all'uso contestualmente all'inaugurazione del castello nel 1754.

## Decorazioni

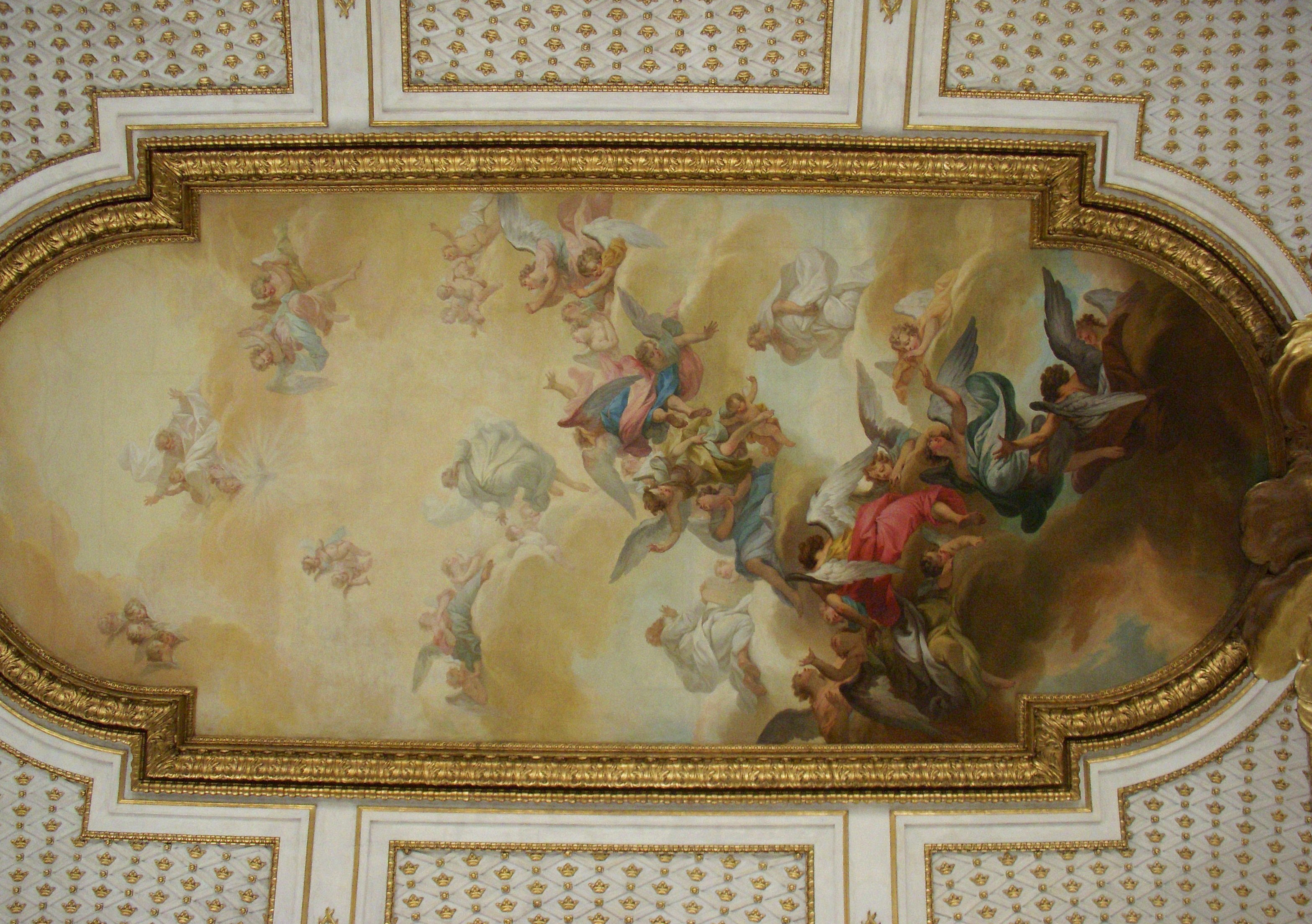
Il soffitto affrescato della cappella.

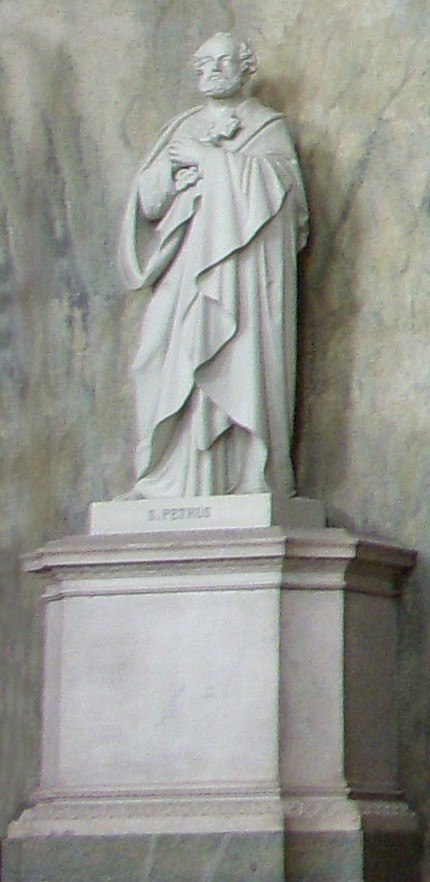
L'apostolo Pietro.

Il soffitto della cappella è organizzato in tre grandi riquadri ad affresco progettati da Carl Hårleman coi pittori Guillaume Taraval e Johan Pasch e con gli scultori Charles Guillaume Cousin e Jacques Philippe Bouchardo.
Il pulpito venne creato nel 1748-1751 per opera dell'artista Jacques Philippe Bouchardon. Il baldacchino sopra il pulpito presenta tre teste d'angelo ed un drappeggio sullo sfondo.
L'altare venne progettato sul medesimo modello di quello della Basilica di San Paolo Maggiore a Bologna. Le figure che circondano l'altare vennero create da Burchard Precht e rappresentano Gesù e San Giovanni Battista. Su ciascun lato di queste ci sono due allegorie femminili che rappresentano la "Fede" e la "Speranza". Sopra l'altare si trova l'Agnello sacrificale. L'altare vero e proprio venne posto in loco solo dopo la consacrazione della chiesa, realizzato da Pierre Hubert L'Archevêque negli anni 1765 - 1772. Sopra l'altare si trova anche un grande fascione a stucco a mo' di drappo sostenuto da due angeli con la scritta "PRO MUNDI VITA" ("Per la vita del mondo" dal Vangelo di Giovanni).
Lungo le pareti si trovano delle statue che rappresentano sei dei dodici apostoli, tre per lato. Queste sono incorniciate da colonne in ordine corinzio. I santi rappresentati sono Andrea, Bartolomeo, Giacomo, Giovanni, Matteo e Pietro (quest'ultimo è il più vicino all'altare). Anch'esse vennero poste in loco dopo l'inaugurazione della cappella stessa nel 1754 in quanto vennero realizzate solo negli anni '40 dell'Ottocento dallo scultore norvegese Hans Michelsen (1789-1859).

## L'organo

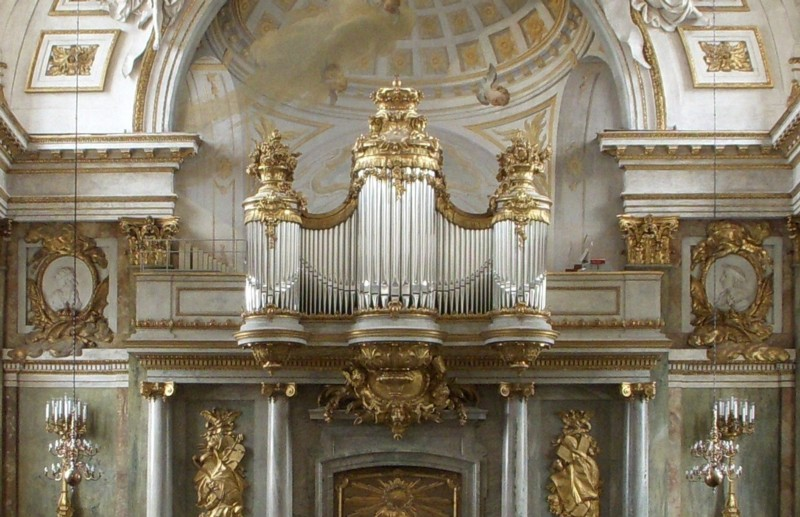
L'organo della cappella nel 2011.

Sul fondo della chiesa, sopra il portale d'ingresso, si trova l'organo. Il primo organo della chiesa venne commissionato nel 1754 al maestro organaro Jonas Gren in associazione a Peter Stråhle. L'organo, per quanto necessariamente non grande, era dotato di una notevole potenza di suono. La cassa dell'organo venne realizzata su progetto dell'architetto Carl Hårleman, eseguiti poi dallo scultore Jacques Adrien Masreliez e dal pittore Johan Pasch. L'organo è incastonato in una mezza cupola decorata a trompe l'oeil con un drappeggio col motto: "LAUDATE DOMINUM IN SANCTIS" ("Lodate Dio nel suo santuario").
Nel 1870 venne costruito un nuovo organo che corrispondeva alle nuove richieste della liturgia e dopo 50 anni circa venne sostituito da un nuovo organo, sempre mantenendo la cassa originaria dell'organo settecentesco. Nel 1989, si iniziarono gli studi per cercare di realizzare un nuovo organo il più simile possibile a quello realizzato nel XVIII secolo da Jonas Gren e da Peter Stråle, basandosi sui documenti presenti nell'archivio del palazzo e su un modello molto simile conservato nella chiesa di Bunge sull'isola di Gotland. L'organo attuale quindi ha visto la luce con questi canoni grazie alla ditta di organi di Mats Arvidsson, venendo inaugurato la prima domenica di avvento del 1999 dopo il completamento dei restauri della chiesa nel suo complesso.

## Bilder

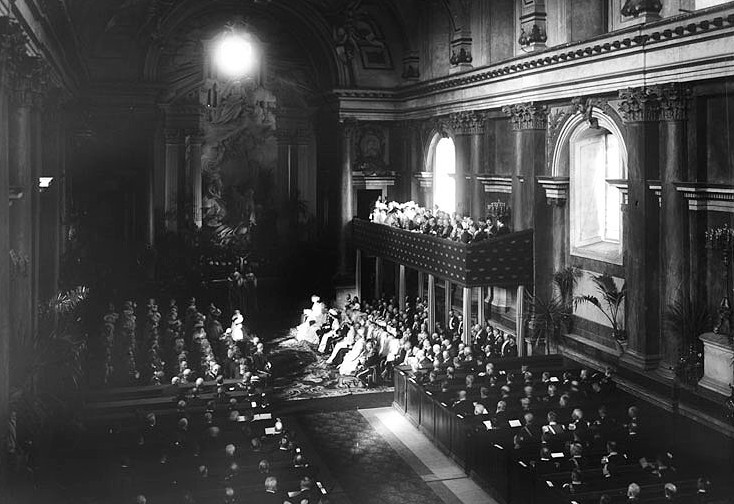
L'interno della Cappella Reale nel 1900.
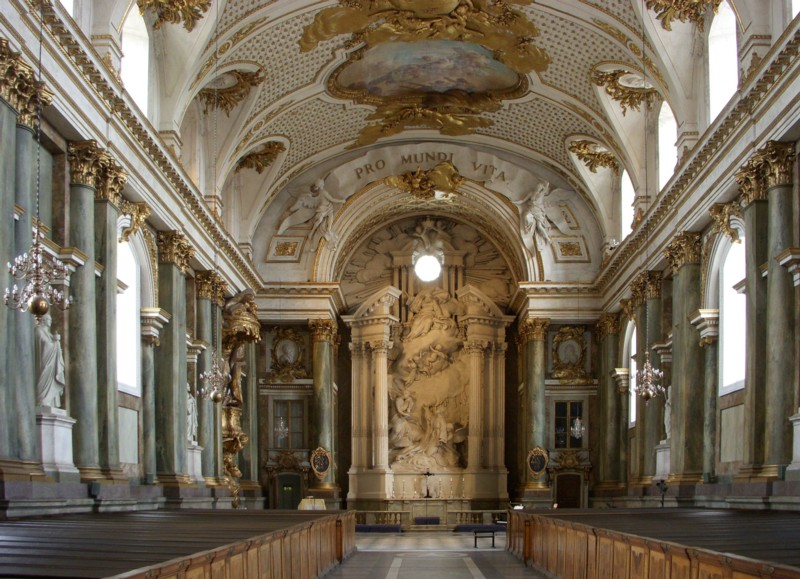
Veduta della navata verso l'altare maggiore, 2011.
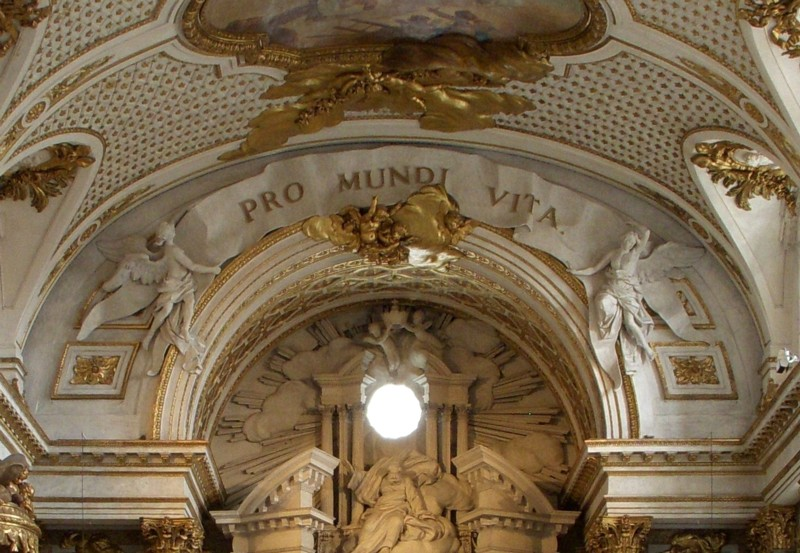
"Pro Mundi Vita"
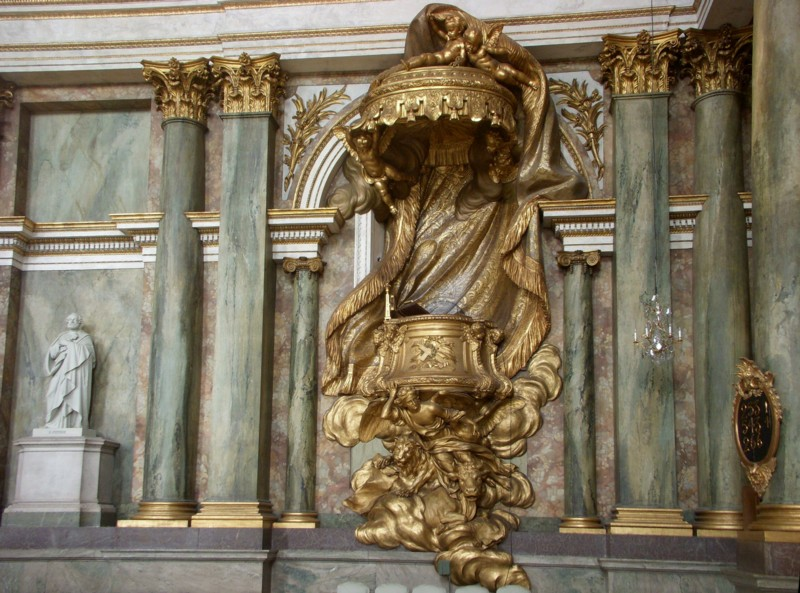
Il pulpito, 2011.